# Трёхгорка (платформа)
Трёхго́рка — снесённая пассажирская платформа Белорусского направления Московской железной дороги в Одинцовском районе Московской области.

## Название
Железнодорожная платформа возникла в 1930-х годах под названием «20-й километр» при уже существовавшем с конца 1920-х годов дачном посёлке московской Трёхгорной мануфактуры, а позднее получила его имя.

## Расположение
Располагалась недалеко от дачного посёлка Трёхгорка и микрорайонов Кутузовский, Новая Трёхгорка и строящегося «Up квартал Сколковский» города Одинцово.
Также вблизи места, где находилась платформа, расположены: Минское шоссе, Можайское шоссе и торговый центр «Кутузовский меридиан».
Многочисленные автобусы, проходящие вблизи бывшей платформы Трёхгорка, соединяют район с центром Одинцово и Москвой.
Состояла из двух боковых платформ, соединённых между собой настилом.
Время движения от Белорусского вокзала составляло 27 минут. Относилась к третьей тарифной зоне, не была оборудована турникетами. На платформе работала билетная касса. Также в будни с 6:30 до 12:30 на платформе на Москву работали мобильные кассиры, а с августа 2015 года была открыта дополнительная билетная касса.

## Закрытие, снос
27 мая 2019 года взамен платформы Трёхгорка был открыт новый остановочный пункт Инновационный центр (в конце того же года получил название Сколково) в 500 м восточнее, через который осуществляется пересадка на транспорт до инновационного центра «Сколково». В 2020 году платформа Трёхгорка уже была снесена.